# Pseudo-Orpheus
Unter dem Namen des mythischen Sängers Orpheus ist eine große Zahl von Hymnen überliefert. Diese durchwegs in Hexameter verfassten Texte stammen aus der Zeit zwischen dem 6. Jahrhundert v. Chr. und dem 4. Jahrhundert n. Chr.
Eines dieser Werke, Pseudo-Orpheus (PseuOrph) oder auch Testament des Orpheus genannt, ist offenkundig jüdischer Herkunft. Das Gedicht liegt in vier verschiedenen Fassungen vor. Die kürzeste und offensichtlich ursprünglichste Fassung (Rezension A) entstand wohl im hellenistischen Alexandrien der Zeitenwende, also im 1. Jahrhundert v./n. Chr. Sie ist in den pseudo-justinischen Schriften „De monarchia“ (Kap 2) und „Cohortatio ad gentiles“ (Kap 15) überliefert und wird auch von Clemens von Alexandrien zitiert.
Laut diesem Werk hat der mythische Sänger der Urzeit und Lehrer heidnischer Vielgötterei kurz vor seinem Tode feierlich widerrufen und seinem Schüler Musaios sein Bekenntnis zum Monotheismus als Vermächtnis hinterlassen. Er verkündet nun, dass Gott einer ist und dem menschlichen Auge unsichtbar. Dennoch regiert er seine Schöpfung: das Weltall und die irdische Natur ebenso wie die Geschicke der Menschen, denen er sowohl Glück wie Leid sendet. Darum soll sich das Herz des Musaios in Frömmigkeit auf den göttlichen Logos richten.
Die längste Rezension (D) ist eine auf 46 Hexameter angelegte christliche Überarbeitung aus dem 5. Jahrhundert n. Chr., die den Text auf die Inkarnation Christi deutet. Diese Fassung entstand wohl, als unter Kaiser Zenon (474–491 n. Chr.) eine Sammlung von Zitaten griechischer Autoren verfasst wurde, die für den biblischen Monotheismus und die christliche Trinitätslehre Zeugnis geben sollten.